# Вологі тропічні ліси Тубуаї
Вологі тропічні ліси Тубуаї (ідентифікатор WWF: OC0116) — океанійський екорегіон тропічних та субтропічних вологих широколистяних лісів, розташований у Французькій Полінезії.

## Географія
Екорегіон вологих тропічних лісів Тубуаї охоплює групу островів Острал або Тубуаї, розташовану на південному заході Французькій Полінезії, заморської країни Франції, розташованої в Тихому океані.
Острови Острал включають два архіпелаги: власне острови Тубуаї та острови Басс. До архіпелагу Тубуаї, розташованого між 22° і 23° південної широти та між 147° і 152° західної довготи, входять чотири населені острови — Ріматара, Руруту, Тубуаї та Раївавае, а також безлюдний атол Марія. Архіпелаг Басс, розташований між 27° і 35° південної широти та на 144° західної довготи, включає населений острів Рапа-Іті та чотири безлюдні скелі Маротірі або Басс. Найбільшим островом в групі Острал є Тубуаї площею 44 км², а загальна площа екорегіону становить 142 км².
Острови регіону мають вулканічне походження. Вони утворилися, коли Тихоокеанська плита рухалася на захід/північний захід над гарячими точками Араго та Макдональд. Більшість островів Острал мають сильно розчленовану вулканічну центральну основу, оточену поясом піднятих коралових вапняків. Вапняки формують прибережні низовини, які часто мають нерівний рельєф. Острови на південному сході архіпелагу є наймолодшими і мають виражену вулканічну вершину, а найстаріші острови, розташовані на північному заході, значно більш еродовані.
Острів Тубуаї має дві центральні вершини, які підіймаються на висоту понад 400 м над рівнем моря і розділені вапняковими низовинами. Острів Руруту має вулканічні пагорби в центрі, один з яких (гора Мануерева) підіймається на висоту 385 м над рівнем моря. Підняті вапняки утворили навколо центральних пагорбів широкий пояс, розташований на висоті 50-60 м над рівнем моря. Вапняковий пояс існує і на острові Ріматара, в центрі якого підіймаються невисокі вивітрені вулканічні пагорби. Острів Марія являє собою невисокий кораловий атол. Раївавае — це сильно еродований згаслий вулкан, вершина якого (пік Хіро) підіймається на 438 м над рівнем моря. Вулкан оточений поясом вапняків, лагуною та бар'єрним рифом. Рапа-Іті — це стародавня вулканічна кальдера у формі півмісяця. Найвищою вершиною острова є гора Перау, який підіймається на 633 м над рівнем моря і є найвищою вершиною екорегіону. Маротірі — це молоді, дуже стрімкі вулканічні скелі, біля яких відсутні берегові рифи.

## Клімат
На островах екорегіону переважає екваторіальний клімат (Af за класифікацією кліматів Кеппена). Середня температура в регіоні є нижчою, ніж на більшості інших островів Полінезії, оскільки архіпелаг Тубуаї лежить далі на південь. Острів Тубуаї вирізняється аномально високою амплітудою коливання температури як для океанічного острова: максимальна температура, зареєстрована на ньому, становить 32,7 °C, а мінімальна — 9,2 °C. Середньорічна кількість опадів в регіоні становить близько 2000 мм, які випадають рівномірно протягом всього року завдяки східним вітрам. На півночі регіону з листопада по серпень трапляються тропічні циклони.

## Флора
Основними рослинними угрупованнями екорегіону є низинні дощові ліси, гірські дощові ліси та хмарні ліси, розподіл яких залежить від висоти над рівнем моря. 
У низинних дощових лісах, поширених на вапнякових рівнинах, переважають широко поширені в Океанії види, зокрема деревоподібні геліотропи (Heliotropium arboreum), азійські баррингтонії (Barringtonia asiatica), покрівельні пандани (Pandanus tectorius), великі пізонії (Pisonia grandis), приморські суріани (Suriana maritima), хвощелисті казуарини (Casuarina equisetifolia), морські манго (Cerbera manghas), кислуваті пемфіси (Pemphis acidula), тиморські дюнні порічки (Allophylus timorensis) та прибережна капуста (Scaevola taccada). Серед невисоких кущів та трав'янистих рослин, поширених в низинах екорегіону, слід відзначити прибережні кручені паничі (Ipomoea pes-caprae), морські кручені паничі (Ipomoea violacea), повзучий тонкохвіст (Lepturus repens), приморський двоколосник (Paspalum vaginatum), жовтий портулак (Portulaca lutea), тропічну берегову траву (Thuarea involuta), каролінський повій (Lycium carolinianum) та романцовську кадую (Kadua romanzoffiensis).
Рослинний покрив низинних ділянок на більшості островів Тубуаї, за винятком віддаленого атолу Марія, був значно змінений внаслідок розвитку сільського господарства, частих антропогенних пожеж та неконтрольованого випасу худоби. Наразі тут переважають вторинні зарості морських гібісків (Hibiscus tiliaceus) та яблучних гуаяв (Psidium guajava), зарості лінійної вилчастої папороті (Dicranopteris linearis) та луки, а в долинах трапляються невеликі ділянки вторинних лісів.
Гірські дощові ліси поширені на вулканічних схилах в центральних частинах великих островів. Єдина ділянка хмарних лісів, яка займає близько 20 га, розташована на вершині гори Перау на острові Рапа-Іті, на висоті понад 550 м над рівнем моря. Гірська флора Рапа-Іті включає як види, що належать до родів, поширених в Океанії, таких як Метросідерос (Metrosideros), Фітчія (Fitchia), Череда (Bidens) та Склеротека (Sclerotheca), так і види, що належать до родів, поширених на Новій Зеландії, таких як Хебе (Hebe), Олеарія (Olearia), Сланкоягідник (Haloragis) та Корокія (Corokia). Гірські та хмарні ліси є гарячими точками біорізноманіття екорегіону. Тут зустрічається багато епіфітів та різноманітних папоротей, зокрема королівські птізани (Ptisana salicina) та велетенські папороті (Angiopteris evecta). Серед найпоширеніших дерев, що домінують в хмарних лісах Рапи-Іті, слід відзначити гірських метросідеросів (Metrosideros collina), ендемічних рапійських крилолистів (Pterophylla rapensis) та рапійських курукій (Corokia collenettei), а також деревоподібну папороть Cyathea stokesii.
Серед інших ендемічних дерев та кущів, поширених в хмарних лісах Рапа-Іті, слід відзначити рапійську апетахію (Apetahia margaretae), рапійський клаоксилон (Claoxylon collenettei), рапійську еврію (Eurya rapensis), рапійське солодке вухо (Hedyotis rapensis), рапійський опарантус (Oparanthus coriaceus), рапійську стифелію (Leptecophylla rapae) та рапійську чорницю (Vaccinium rapae), а також різні види копросм (Coprosma spp.), мерит (Meryta spp.) та мірсин (Myrsine spp.). Також у високогір'ях цього острова зустрічаються ендемічні трав'янисті рослини — рапійська астелія (Astelia rapensis) та осока Стокса (Carex stokesii), дуже рідкісна місцева епіфітна орхідея Liparis clypeolum, рідкісні ендемічні чагарники — рапійська геніостома (Geniostoma rapense) та мелікопа Маргарити (Melicope margaretae) і напівчагарники — рапійська гарольдієлла (Haroldiella rapaensis) та прихована пілея (Pilea occulta), що зростають у вологих ущелинах. Серед вкритих мохом повалених дерев зростають ендемічні папороті — Loxogramme parksii та Grammitis maireaui, а також різні види оленячих язиків (Elaphoglossum spp.).
Загалом в екорегіоні зустрічається близько 150 видів рослин, значна частина з яких є ендеміками. У хмарних лісах Рапа-Іті зустрічається 89 видів рослин, з яких 51 вид (57 %) є ендемічними. Серед флори острова Ріматара 20 % видів є ендеміками.

## Фауна
Орнітофауна екорегіону включає кілька ендемічних видів птахів. Риматарські очеретянки (Acrocephalus rimitarae) є ендеміками острова Ріматара, а рожеволобі тілопо (Ptilinopus huttoni) — ендеміками острова Рапа-Іті. Обидва види є дуже рідкісними і перебувають на межі зникненя. Також ендеміками екорегіону є рапайські буревісники (Puffinus myrtae), які гніздяться лише на чотирьох острівцях поблизу Рапа-Іті. 
Ще одним дуже рідкісним видом, поширеним на острові Ріматара, є  рубіновий лорі-віні (Vini kuhlii), який також мешкає на кількох островах Кірибаті. Острів Ріматара є його батьківщиною, а до Центральної Полінезії папуга потрапив завдяки полінезійцям, які торгували цими яскравими червоноперими птахами. Серед інших птахів, поширених на островах екорегіону, слід відзначити австралійських крижнів (Anas superciliosa), австралійських погоничів (Zapornia tabuensis), тихоокеанських чепур (Egretta sacra),  південноазійських ластівок (Hirundo tahitica) та мігруючих новозеландських коелів (Urodynamis taitensis).
Місцеві наземні ссавці в екорегіоні відсутні. Герпетофауна островів Тубуаї включає кілька поширених в Океанії видів сцинків та геконів, зокрема океанійського змієокого сцинка (Cryptoblepharus poecilopleurus) та темночеревого міднохвостого сцинка (Emoia impar). Серед рідкісних безхребетних тварин, поширених в екорегіоні, слід відзначити близько 100 видів наземних равликів з родини Partulidae, поширених на Рапа-Іті.

## Збереження
Низинні ліси екорегіону були переважно знищені за останнє тисячоліття. На великих островах, таких як Тубуаї, Рапа-Іті та Руруту, залишилися ділянки гірських лісів, однак їм загрожує вирубка та спалювання. Загрозою для збереження природи регіону є поширення інтродукованих сірих пацюків (Rattus norvegicus), які загрожують популяціям місцевих птахів. Великі природоохоронні території в екорегіоні відсутні.